# Piłka (powiat czarnkowsko-trzcianecki)
Piłka (niem. Schneidemühlchen) – wieś sołecka w Polsce położona w województwie wielkopolskim, w powiecie czarnkowsko-trzcianeckim, w gminie Drawsko, nad Miałą. Na południe od wsi położone jest Jezioro Mleczne.

## Charakterystyka
| SIMC    | Nazwa         | Rodzaj    |
| ------- | ------------- | --------- |
| 0525932 | Borzysko-Młyn | część wsi |
| 1015883 | Dąbrówka      | część wsi |
| 1015914 | Harenda       | część wsi |
| 0525949 | Kaczeniec     | część wsi |
| 1015966 | Piłka-Folwark | część wsi |
| 1015972 | Piłka-Las     | część wsi |

## Historia
Miejscowość pierwotnie związana była z Wielkopolską. Jako osada tartaczna istnieje co najmniej od połowy XVI wieku. Wymieniona została w dokumencie z 1565 jako „piła, młyn na rzece Miała”.
W latach 1564–1565 została wspomniana kiedy przynależała do wsi Pęckowo leżącej w dobrach wieleńskich należących do królów polskich w powiecie poznańskim Korony Królestwa Polskiego. Osada pełniła funkcję tartaku. Stał w niej młyn wodny z piłą napędzany kołem wodnym. Tarto na niej tarcice i spuszczano je Notecią do Szczecina lub wożono je do wsi królewskiej Rataje koło Chodzieży, która znajdowała się wówczas w posiadaniu Stanisława z Górki. Zapisano, że kiedy była wystarczająca ilość kloców, piła ta mogła wykonać tyle tarcic, ile starczyłoby na wykonanie dwóch tratw. Na jedną z nich załadowywano 24 kopy tarcic lub więcej. Później sprzedawano je w Szczecinie. Za kopę tarcic otrzymywano od 7 do 8 złotych. Przy maksymalnej produkcji tartaku właściciel mógł z niego uzyskać 336 złotych rocznie. Odnotowano także, że obok piły osiadło dwóch zagrodników, którzy pilnowali stawów.
Większy rozwój wsi w XVIII wieku, kiedy to wojewoda smoleński - Piotr Paweł Sapieha sprowadził tu osadników-kolonizatorów i ufundował kościół (1765). W wyniku II rozbioru Rzeczypospolitej w 1793, miejscowość przeszła w posiadanie Prus i jak cała Wielkopolska znalazła się w zaborze pruskim.
Wieś składa się z bardziej zwartego centrum i przysiółków rozsypanych w okolicy, także na śródleśnych enklawach. Zachowane stare domy, w tym XVIII-wieczne. Na głównym skrzyżowaniu figura Chrystusa z 1919 (dziękczynienie za odzyskaną niepodległość).
W latach 1975–1998 miejscowość należała administracyjnie do województwa pilskiego.